# Jouxtens-Mézery
Jouxtens-Mézery est une commune suisse du canton de Vaud, située dans le district de Lausanne.

## Géographie

### Situation
Le territoire de Jouxtens-Mézery s'étend sur 1,93 km2. Lors du relevé de 2013-2018, les surfaces d'habitations et d'infrastructures représentaient 51,8 % de sa superficie, les surfaces agricoles 37,8 %, les surfaces boisées 9,8 % et les surfaces improductives 0,0 %.
Jouxtens-Mézery connaît depuis le dernier quart du XXe siècle un développement rapide du fait que son territoire constitue un des derniers grands espaces non occupés entre Crissier, Renens, Prilly et l'ouest de Lausanne. Sans y avoir un accès, l'autoroute passe par le haut de la commune.

### Transports publics
La commune de Jouxtens-Mézery est desservie par la ligne de train régionale du chemin de fer Lausanne-Échallens-Bercher qui s'arrête à la gare de Jouxtens-Mézery au nord du village près du cimetière communal.

## Histoire
Sous l'Ancien Régime, la localité de Jouxtens dépendait de la juridiction de Lausanne, tandis que Mézery avait sa propre cour de justice seigneuriale, qui appartenait à la famille de Crousaz depuis 1698. Après la Révolution vaudoise en 1798, les deux localités voisines ne forment plus qu'une seule commune.

## Politique

### Vie politique
Le conseil communal est composé de 50 membres. Les partis politiques ne sont pas représentés au sein du conseil communal.
La commune de Jouxtens-Mézery a actuellement une municipalité de cinq membres (un syndic et quatre municipaux).
Le conseil communal a remplacé le conseil général le 1er janvier 1990.

### Fonction et activité
L'administration communale gère :
- le secrétariat de la municipalité ;
- les relations externes de la commune ;
- le contrôle des habitants ;
- la police des constructions, l’aménagement du territoire et toutes les questions relatives à l'urbanisme ;
- les travaux, routes et voirie ;
- les domaines, bâtiments et propriétés communales[5].

## Population

### Gentilé et surnom
Les habitants de la commune se nomment les Jouxtanais.
Ils sont surnommés lè Tchaffà-Tsatagne (les mangeurs de châtaignes en patois vaudois),.

### Démographie

#### Évolution de la population
Jouxtens-Mézery compte 1 468 habitants au 31 décembre 2022 pour une densité de population de 761 hab/km2. Sur la période 2010-2019, sa population a augmenté de 6,5 % (canton : 12,9 % ; Suisse : 9,4 %).  

#### Pyramide des âges
En 2020, le taux de personnes de moins de 30 ans s'élève à 33,9 %, au-dessous de la valeur cantonale (35 %). Le taux de personnes de plus de 60 ans est quant à lui de 28,7 %, alors qu'il est de 21,9 % au niveau cantonal.
La même année, la commune compte 718 hommes pour 694 femmes, soit un taux de 50,8 % d'hommes, supérieur à celui du canton (49,1 %).
| Hommes | Classe d’âge | Femmes |
| ------ | ------------ | ------ |
| 0,4    | 90 ans ou +  | 1,4    |
| 8,9    | 75 à 89 ans  | 8,8    |
| 18,9   | 60 à 74 ans  | 19,0   |
| 22,1   | 45 à 59 ans  | 23,9   |
| 13,0   | 30 à 44 ans  | 15,9   |
| 21,2   | 15 à 29 ans  | 15,7   |
| 15,5   | - de 14 ans  | 15,3   |

| Hommes | Classe d’âge | Femmes |
| ------ | ------------ | ------ |
| 0,5    | 90 ans ou +  | 1,4    |
| 6,1    | 75 à 89 ans  | 8,2    |
| 13,3   | 60 à 74 ans  | 14,3   |
| 21,5   | 45 à 59 ans  | 21,2   |
| 22,0   | 30 à 44 ans  | 21,4   |
| 19,6   | 15 à 29 ans  | 18,0   |
| 16,9   | - de 14 ans  | 15,5   |

## Patrimoine bâti

### Château

Le château de Mézery, début XIXe siècle, anonyme - Collection Gugelmann (Bibl. nationale).

Au XVIIIe siècle, le château a appartenu à la famille de Crousaz, parmi laquelle figurent deux architectes lausannois : Abraham de Crousaz et son arrière-petit-fils Rodolphe. C’est certainement Rodolphe de Crousaz qui lui a donné son apparence actuelle. Les travaux sont situés vers 1750-1760. En 1801, le château passe aux mains de la famille Constant. Il sera la propriété de l'un des pionniers suisses de la photographie, Adrien Constant Delessert, grâce auquel il existe de nombreuses photographies du domaine datant de la seconde moitié du XIXe siècle. Le château passera à la famille alliée de Pückler, avant d'être vendu au début des années 1980. Divers propriétaires privés se sont succédé depuis jusqu'à aujourd'hui.
Au rez est conservé l'un des plus beaux salons peints vaudois du XVIIIe siècle. Il est constitué de 26 panneaux de bois formant un cycle de 19 scènes. Ces boiseries constituent en quelque sorte le récit imagé de la vie d’un seigneur vaudois sous l'Ancien Régime. Elles font pour la plupart référence aux divertissements de la noblesse de cette époque. La danse, la musique et le théâtre d’une part, la promenade, la chasse et la pêche d’autre part. À quoi s’ajoutent quelques scènes pastorales ou galantes et une scène militaire. Commanditées vers 1760 par David-Louis Constant d'Hermenches pour décorer sa salle à manger au château d'Hermenches, les boiseries ont été déplacées à Jouxtens-Mézery vers 1809 par son fils cadet Auguste.

### La cloche et le campanile
Le clocher ou « campanile » est une construction importante et date de 1754. Il servait de lieu de rendez-vous au Conseil Général et à avertir en cas d’incendie.
La cloche est très liée avec la famille Constant et montre que celle-ci aimait beaucoup la commune de Jouxtens-Mézery.

### Église
L’église de Jouxtens-Mézery a été achevée en 1976. Avant, sur ce lieu, se trouvait, selon certains historiens, une porcherie et selon d’autres une écurie. L’ancien bâtiment n’a pas été détruit mais modifié, car le bureau d’architectes Reymond et Matthey, de la Tour-De-Peilz, a constaté que les murs étaient en bon état.
L'église a été construite pour les protestants car il y avait à cette époque une majorité de la population qui était protestante.
L'église a été bâtie sur ce terrain de 12 000 m2 pour avoir un centre de village inexistant auparavant. L'église a été construite avec une masse scellée dans du béton.

### Propriété Beau-Cèdre
La propriété « Beau-Cèdre » est composée de plusieurs parties. La maison de maître édifiée en 1770, les dépendances construites en 1750 et une ferme qui a été bâtie de 1872 à 1881 par l’architecte Gustave Wanner.

#### Les différents propriétaires
Après que Gustave Auberjonois est décédé en 1917, la propriété « Beau-Cèdre » a été donnée à ses 4 enfants. Ils l’ont vendue en 1944 à la Confédération qui y a créé un centre expérimental pour la Station fédérale d’essai et de contrôle des semences. Ceci a causé la fin de l’élevage du bétail et de la production laitière. Plusieurs bâtiments ont été vidés de leurs aménagements intérieurs ou détruits. En 1951 Camille Gross  a acquis la maison de maître puis la ferme en 1955. De nos jours ce sont ses descendants qui se la partagent.

#### Rénovations
En 2015-2016, les anciens planchers ont été remplacés par des dalles mixtes bois-béton qui servent à conserver le matériau bois, tout en satisfaisant les normes de construction actuelles.